# Ханлыглар
Ханлыглар (азерб. Xanlıqlar) — село в Газахском районе Азербайджана.
Расположено на берегу реки Акстафа. Прежнее название села — Мусакей (Деревня Мусы). По версии местных жителей, название пошло от рода мусалы, входившего в состав казахских племен в XVIII веке.

## Население
По материалам издания «Административное деление АССР», подготовленным в 1933 году Управлением народно-хозяйственного учёта Азербайджанской ССР (АзНХУ), по состоянию на 1 января 1933 года Мусакей образовывало единственное село Мусакейского сельсовета Казахского района Азербайджанской ССР. В селе на то время проживало 1055 человек (238 хозяйств), 540 мужчин и 515 женщин. Национальный состав Мусакейского сельсовета состоял из тюрок (азербайджанцев) — 99,3% .

## Известные уроженцы
- Дильбази, Мирварид Паша кызы — азербайджанская поэтесса, народный поэт Азербайджанской ССР.